# Paraneritius paradoxus
Paraneritius paradoxus är en insektsart som beskrevs av Nicholas David Jago 1994. Paraneritius paradoxus ingår i släktet Paraneritius och familjen gräshoppor. Inga underarter finns listade i Catalogue of Life.